# Landsarkivet i Göteborg

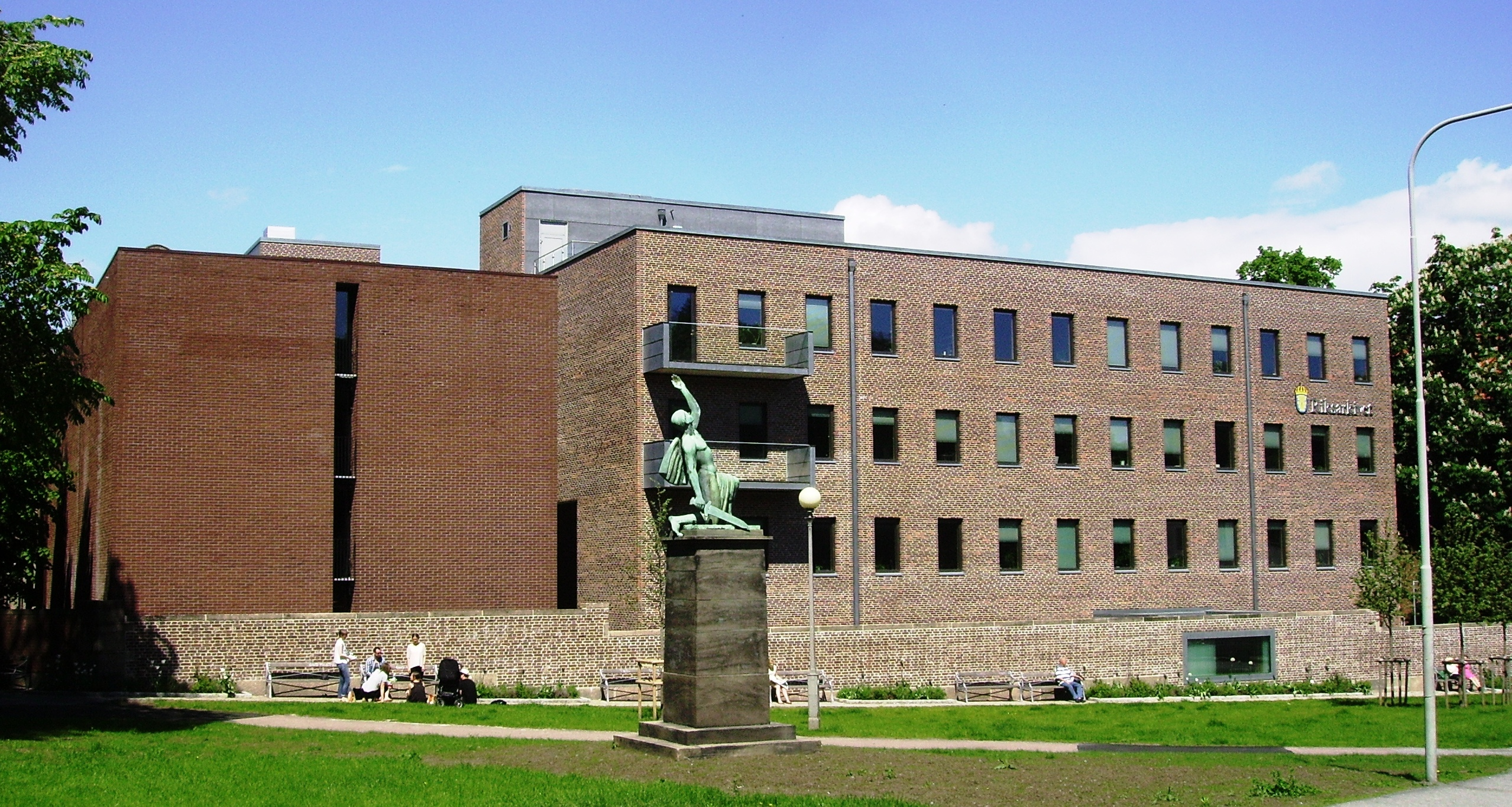
Landsarkivet i Göteborgs nya huvudbyggnad. Viktor Rydbergsmonumentet i förgrunden.

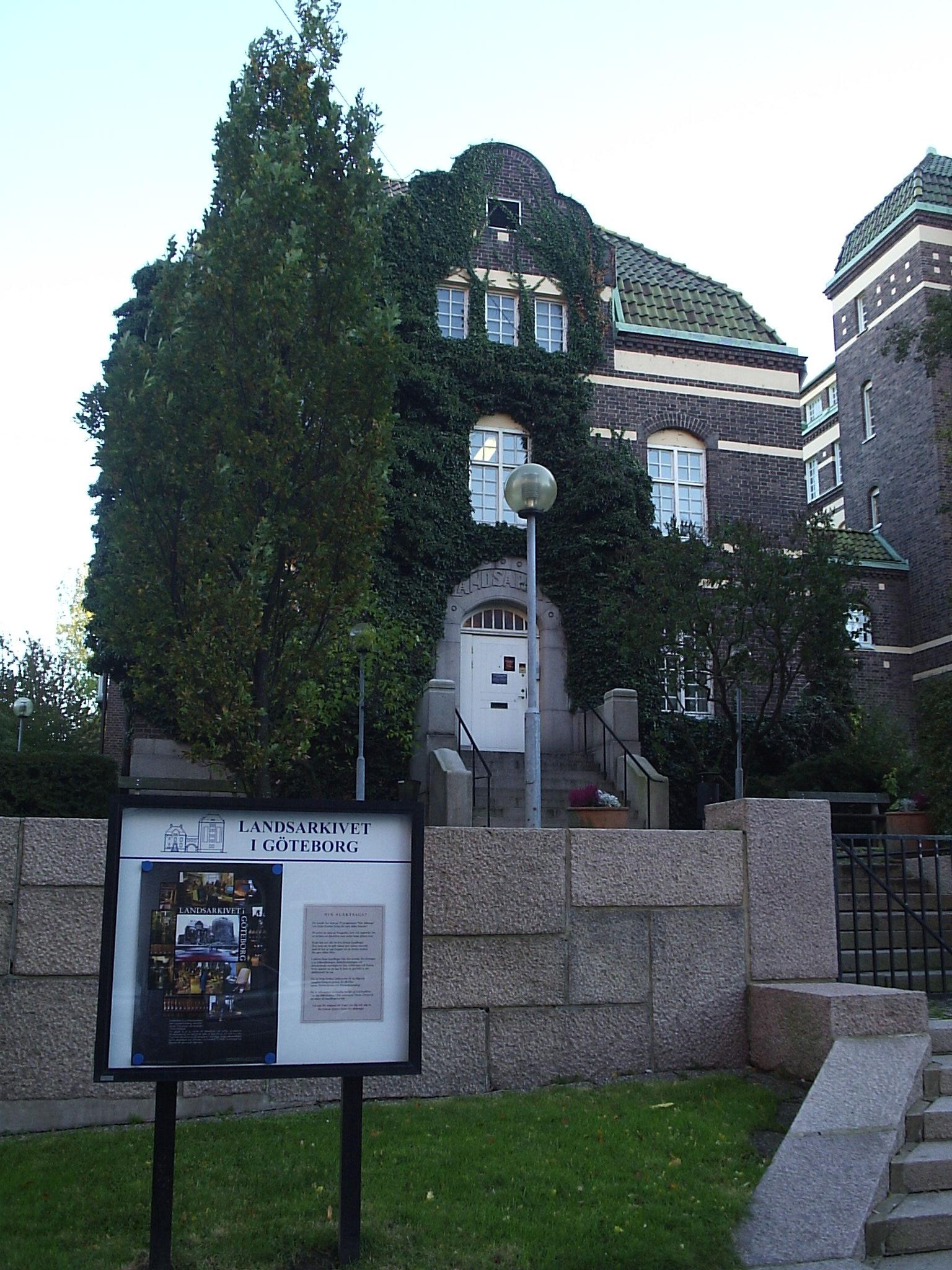
Landsarkivets gamla huvudbyggnad.

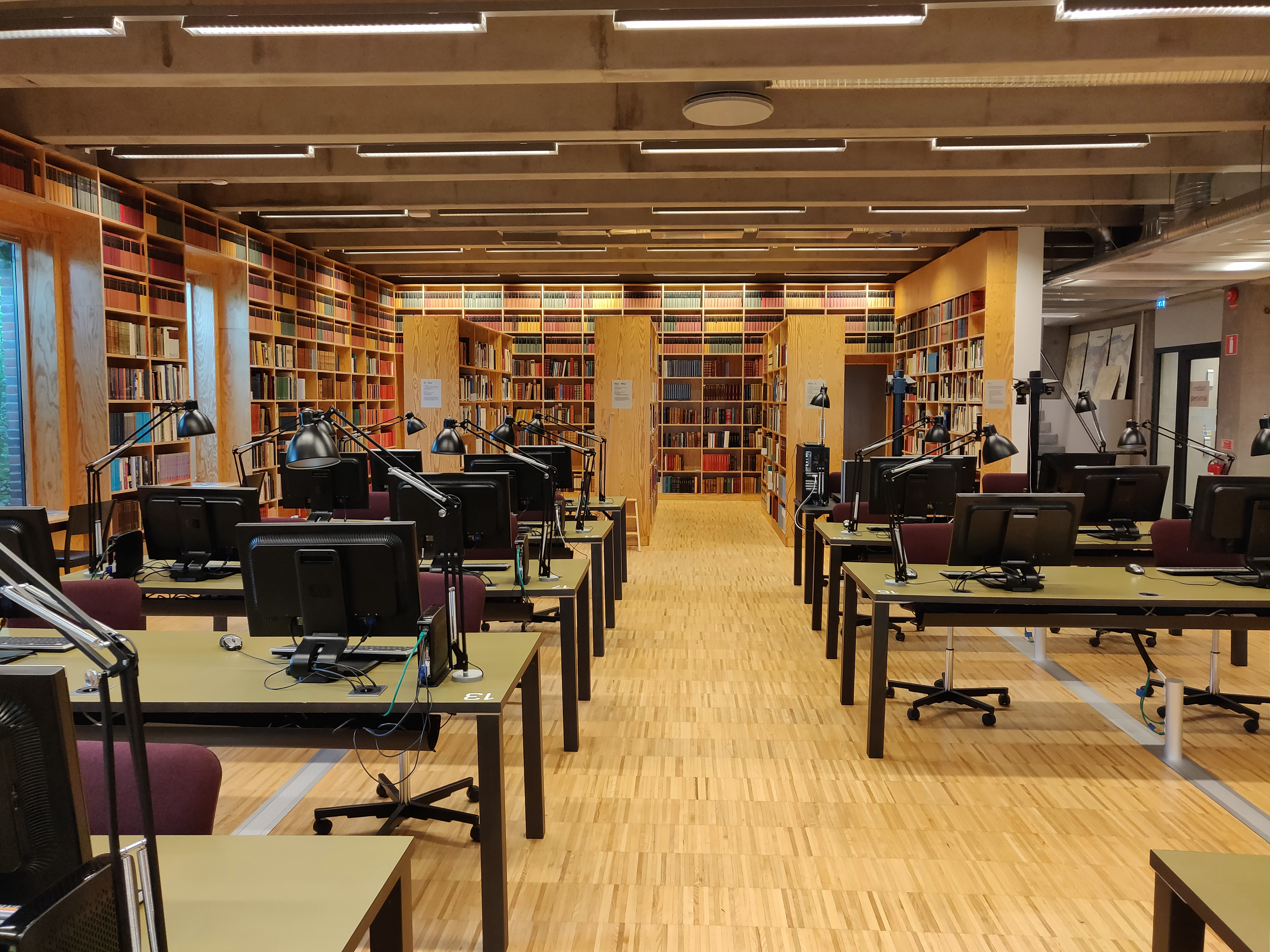
Forskarsalen i Landsarkivet.

Landsarkivet i Göteborg var ett av Sveriges tio landsarkiv och hade primärt ansvar för statliga arkiv i Västra Götalands län och för deponerade arkiv från privatpersoner, stiftelser, företag med flera. Huvudsätet är byggnaden på Geijersgatan 1 som stod klar 1911, enligt arkitekt Gustaf Améens ritningar, då verksamheten startade. En större depå finns också på Polstjärnegatan på Lindholmen. 2010 uppgick landsarkiven i Riksarkivet. 2020 upphörde landsarkiven vara egna enheter inom Riksarkivet och sedan 2020 bildar Landsarkivet i Göteborg och Landsarkivet i Lund den gemensamma enheten Göteborg-Lund.
Landsarkivet ska inte blandas samman med Regionarkivet för Västra Götalandsregionen och Göteborgs Stad. Den är till skillnad från de statliga landsarkiven en landstings- och kommunal institution.

## Bestånd
Totalt har Landsarkivet i Göteborg ett arkivbestånd på nästan 100 000 hyllmeter, varav knappt 80 procent kommer från statliga verksamheter och resten utgörs av så kallade enskilda arkiv från privata sektorn: föreningar, företag, stiftelser, privatpersoner med mera.

### Enskilda arkiv
Enskilda arkiv började tas emot ett år efter Landsarkivets instiftande. Den första leveransen bestod av handlingar från Handelsföreningen i Göteborg, Göteborgs diskontkontor och Fabriksföreningens i Göteborg fullmäktige.
Bland de 2 232 enskilda arkiven kommer merparten från företag (36,7%) respektive föreningar (37,3%). Geografiskt sett kan merparten, 1 988, knytas an till Västra Götalands län.
Föreningsarkiven är 832 till antalet och omfattar drygt 1 900 hyllmeter; drygt hälften av antalet föreningsarkiv kommer från Västra Götalands många enskilda sjuk- och begravningskassor.
Företagsarkiven är över 800 till antalet och omfattar drygt 18 800 hyllmeter. Den största leveransperioden för företagsarkiv inföll mellan 1979 och 1990 då man tog emot över 10 000 hyllmeter, bland annat från Sveriges Ångfartygs Assuransförening (1 100 meter), Rydboholm (400 meter) och Göteborgs sparbank (250 meter).

## Historik

### Tillkomsten
Genom en överenskommelse mellan staten och Göteborgs stad år 1908 berättigades staden att för all framtid till landsarkivet överlämna bland annat protokoll och handlingar från magistraten, stadsfullmäktige och kommunala nämnder samt från församlingarna, kyrkofullmäktige och kyrkliga nämnder. Stadens rätt att överlämna arkivalier inskränktes att gälla sådana, som var äldre än 30 år. Överenskommelsen omförhandlades 1974, varvid de kommunala handlingarna i landsarkivet omvandlades till en deposition som i sin tur hävdes 1979 (materialet förvaras idag i Regionarkivet).
Staten anslog 201 350 kronor till den nya landsarkivbyggnaden och staden Göteborg, inklusive tomtvärdet, 450 000 kronor.
Överenskommelsen gick 1908 ut på följande, i sammandrag:
1. Staden överlåter avgifts- och gravationsfritt en tomt med äganderätt till Kronan för uppförandet av ett landsarkiv.
2. Byggnaden är avsedd för Göteborgs och Bohus län, Göteborgs stad och efter prövning av Kungl. Maj:t vissa andra län - från 1911 Skaraborgs och Älvsborgs län, samt året därpå även Värmlands län.
3. Staden bidrag med 150 000 kr till ursprungsbyggnaderna, vilka bör räcka minst 30 år. För eventuella tillbyggnader bidrar staden med en procentandel av kostnaderna som motsvarar det utrymme stadens arkivalier upptar.
4. För all framtid äger staden rätt att leverera arkivhandlingar från dessa myndigheter: Rådhusrätten, upphörda domstolar, Magistraten, Stadsfullmäktige (inklusive underlydande nämnder och styrelser). Poliskammaren, Polisdomstolen, församlingar och kyrkofullmäktige, samt underlydande nämnder. Endast handlingar äldre än 30 år omfattas, för yngre handlingar gäller att Landsarkivet avgör om det finns plats. Domkapitlet bör beredas plats om de vill leverera.

### Verksamheten
Carl Gustaf Weibull, ditintills anställd vid Landsarkivet i Lund, blev den förste landsarkivarien i Göteborg och tillträdde tjänsten den 20 augusti 1911. Den första inkommande leveransen, arkiv från Göteborgs stads Dykeri- och Karantänskommissioner samt Göteborgs hospital, bokfördes den 30 oktober. För allmänheten öppnade Landsarkivet den 8 november; den allra första besökaren i forskarsalen, fru Elise Åhsberg från Göteborg, läste mantalslängden för Göteborgs och Bohus län 1766. Inledningsvis höll forskarsalen öppet söckendagar från kl. 9.00 till kl. 14.00; till kl. 13.00 på sommaren. Det första verksamhetsåret tog man emot leveranser på drygt 1 000 hyllmeter samt 25 besök av 7 forskare.
År 1919 gick Carl Gustaf Weibull vidare till tjänsten som landsarkivarie i Lund och efterträddes i Göteborg nästföljande år av Gustaf Clemensson, som stannade på posten till pensioneringen 1950. Det var han som inledde arbetet med att upprätta register över arkivets samlingar, dels för att skydda dem från slitage och dels för att göra det lättare att söka i dem. De första handlingarna som registrerades var kyrkoböcker från Göteborgs församlingar samt bouppteckningar från Göteborgs rådhusrätt. Statens arbetslöshetskommission bistod från 1934 med medel till "reservarbeten för arbetslösa kontorister" som gick bland annat till registreringsarbetet. Under Clemensson tid började kvinnor anställas på Landsarkivet, bland annat Alvina Wigert som arbetade 1921–1931 och blev den första kvinnliga befattningshavaren. I likhet med sin företrädare hade Clemensson en bakgrund från Landsarkivet i Lund, och under de första fyra decennierna präglades Landsarkivet i Göteborg av nära kontakter med Lunds forskningsmiljö. Den tredje landsarkivarien, Robert Swedlund, med bakgrund från landsarkiven i Östersund och Härnösand, innehade posten från 1951 till 1957. Därefter innehades landsarkivarietjänsten av Gösta Lext 1958–1977.
1970-talet blev Landsarkivets största leveransdecennium, delvis på grund av det nya B-magasinet vid Geijersgatan stod klart vid årsskiftet 1973–1974 vilket innebar en ökad kapacitet, och delvis på grund av att Svenska kyrkan 1971 gjorde en 35-årsleverans istället för den vanliga 10-årslevaransen. Därtill tog man emot omfattande arkiv från de nyligen avvecklade realskolorna och läroverken, från landsfiskalerna efter polisväsendets förstatligande samt från härads- och rådhusrätterna som 1971 ersatts med tingsrätter. Alltsammans ledde till en dryg fördubbling av det totala beståndet mellan 1970 och 1980, från 18 000 till 40 000 hyllmeter.
År 1973 utsattes Landsarkivet för en omfattande stöld av originalhandlingar. Gärningsmannen var en före detta arkivföreståndare vid Landsarkivets depå i Klippan. Under sin utbildnings- och tjänstetid stal han handlingar till ett filatelistiskt saluvärde av minst 544 600 kronor, bland annat många unika fjäderbrev. Han dömdes till två års fängelse för grov stöld och grov skadegörelse och skulle även betala 105 000 kronor i skadestånd.
På grund Lexts sjukdom fick Beata Losman agera ställföreträdande landsarkivarie från 1975 till 1977 då posten övertogs av Lars Nilsson, som närmast kom från Värmlandsarkiv. Under hans tid utökades Landsarkivet lokaler med fjärrdepån vid Polstjärnegatan. Han efterträddes 1987 av Beata Losman, som hade tjänstgjort vid Landsarkivet i olika befattningar, länge på deltid, sedan 1962. I sitt arbete intresserade hon sig mycket för kvinnohistoria. Losmans efterträdare. Anna-Brita Lövgren, innehade landsarkivarieposten från 1994 till pensioneringen 1997. Under hennes chefstid genomgick Landsarkivet en omfattande omorganisation. Louise Lönnroth, som varit verksam vid arkivet sedan 1968, blev landsarkivarie 1998.
Före 1998 omfattade landsarkivets distrikt Göteborgs och Bohus län, Älvsborgs län, Skaraborgs län och Värmlands län, men idag Västra Götalands län. Det gemensamma namnet för Landsarkiven och Riksarkivet var Statens arkiv. År 2010 slogs Sveriges alla landsarkiv samman med Riksarkivet till en myndighet.
Sedan mars 2011 är Ulf Andersson landsarkivarie.
Totalt från början av verksamheten 1911 till 2010 tog man emot 936 784 forskarbesök. 1994 var rekordåret med 19 500 forskarbesök.
I Riksarkivets omorganisation 2020 slogs Landsarkivet i Lund och Landsarkivet i Göteborg samman till i en organisatorisk enhet, enheten Göteborg-Lund. Omorganisationen innebar att titeln Landsarkivarie upphörde.

### Landsarkivarier i Göteborg
- 1911–1919 Carl Gustaf Weibull
- 1920–1950 Gustaf Clemensson
- 1951–1957 Robert Swedlund
- 1958–1977 Gösta Lext
- 1977–1986 Lars Nilsson
- 1987–1993 Beata Losman
- 1994–1997 Anna-Brita Lövgren
- 1998–2011 Louise Lönnroth
- 2011–2020 Ulf Andersson

## Byggnaderna

### De äldre byggnaderna
Landsarkivsbyggnaderna ritades av arkitekten Gustaf Améen från Stockholm som innan ritat ett antal kyrkor och andra större byggnader, till exempel Folkskoleseminariet i Lund och uppgången till Kärnan i Helsingborg. Améen inkorporerade i sin byggnader blandade stilar från olika tider. Han hade tidigare ritat en snarlik byggnad som var tänkt som Landsarkiv i Östersund men som aldrig blev byggd. Bygget genomfördes av företaget F O Peterson & Söner på tomt nr 129 i 14:e roten.
Byggnaderna från 1911 består av den fyrkantiga administrationsbyggnaden och en större byggnad för magasinen och en mellan dem löpande gångbro. Ursprungligen fanns i den mindre byggnadens undervåningen en vaktmästarbostad och ett litet bokbinderi och på övervåningen fanns landsarkivariens tjänsterum, ett väntrum, en liten expedition och en forskarsal med 16 platser. Magasinsbyggnaden är byggd i fem våningar. På 1950-talet förlängdes administrationsbyggnaden bakåt så det blev plats för en betydligt större forskarsal och på 1970-talet förlängdes magasinsbyggnaden, båda tillbyggnaderna utfördes med enkla tegelfasader. 1950-tals tillbyggnaden är nu riven och det mesta av 1910-tals byggnaderna är uthyrda som kontor och används inte längre av landsarkivet.

### Om- och utbyggnaden 2010

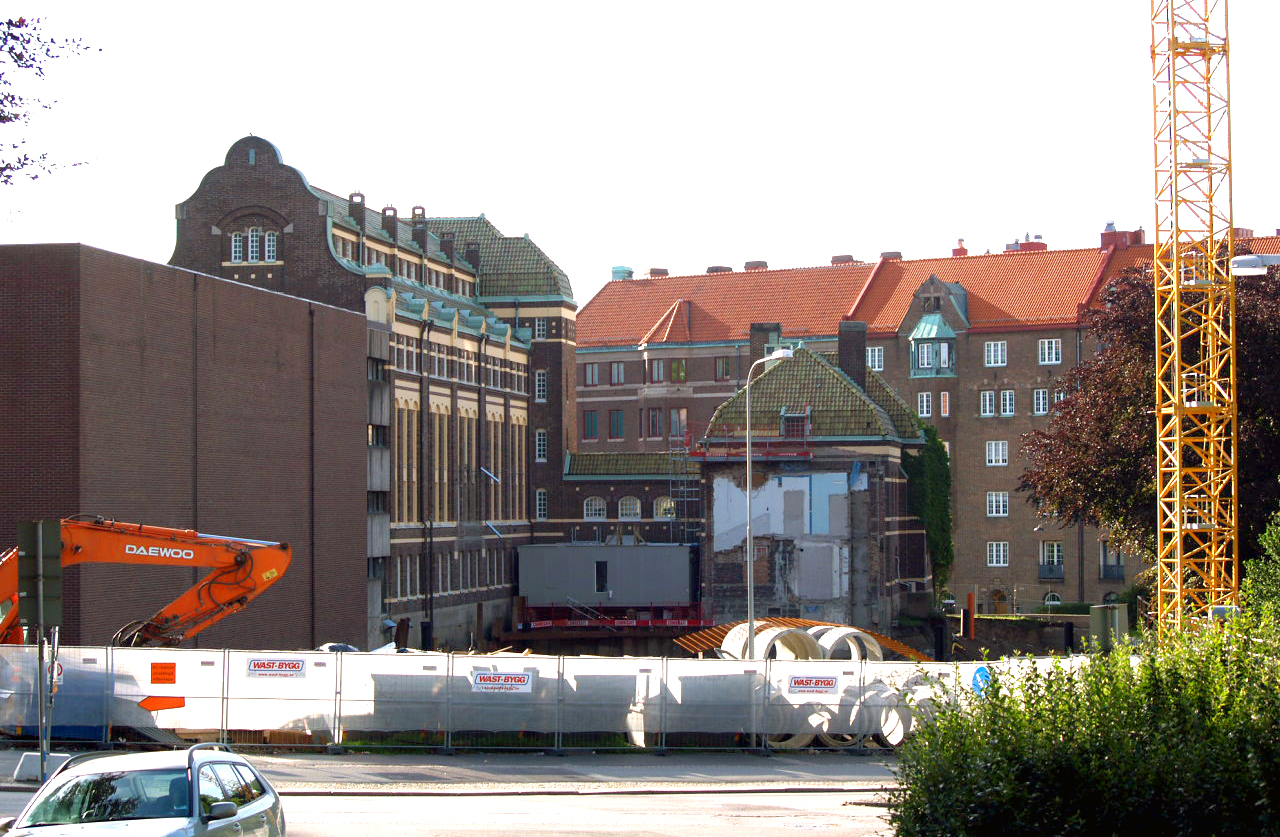
Landsarkivet byggdes om 2010-2012.

Redan på 1990-talet upplevde man att Landsarkivets publika utrymmen inte räckte till; man saknade bland annat en riktig hörsal och ett bibliotek tillgängligt för allmänheten. År 1996 lade Erling Bager (Folkpartiet) fram en riksdagsmotion om statligt ombyggnadsstöd, med hänvisning bland annat till lokalernas bristande handikappanpassning och det ökade behovet av personal som man stod inför i samband med att kyrkobokföringsmaterialet skulle flyttas från församlingarna till landsarkiven. Motionen avslogs. Liljewall arkitekter tog fram ett förslag till en ny tillbyggnad, som dock av ekonomiska skäl aldrig genomfördes.
År 2001 såldes Landsarkivets huvudbyggnad och tomt av Vasakronan till Klippan Kulturfastigheter AB. I början av 2010 påbörjades en om- och utbyggnad av landsarkivet på Geijersgatan 1 i Göteborg. Redan 2002 hade Klippan Kulturfastigheter ansökt om bygglov, men byggprojektet försenades sju år på grund av överklaganden. Nybyggnaden ovan mark är 5 000 kvadratmeter stor och har ritats av White arkitekter. Under mark i parken anlades även ett parkeringsdäck. En ny entré byggdes i hörnet mot korsningen Viktor Rydbergsgatan / Arkivgatan. I och med ombyggnaden togs den tidigare muren mot Viktor Rydbergsgatan bort, vilket öppnar upp och gör det möjligt för allmänheten att passera genom den lilla parken. Byggprojektet var klart 2012 då landsarkivets verksamhet kunde flytta in i sina nya lokaler.
Den gångväg som går längs byggnadens fasad mot Viktor Rydbergsgatan fick i november 2013 namnet Släktforskarens Gångväg.

### Fjärrdepåerna
Redan på 1920-talet uppkom ett behov av ytterligare utrymmen, bland annat för att husera den samling av lokala kristidskommissioners arkiv som levererades 1919–1921. Dessa fick en tillfällig plats i Landsstatshusets källare, som Landsarkivet hade till sitt förfogande från 1924 till 1942. Från 1949 till 1975 hyrde man lokaler i Hovrättens hus vid Näckrosdammen och från 1964 till 1967 i ett nybyggt hus vid Ekelundsgatan 3 med Länsstyrelsen som granne.
Fjärrdepån i Klippan i det före detta Carnegieska bruket användes från 1967 till 1982. Lokalerna delades med Universitetsbiblioteket och Göteborgs sjöfartsmuseum. Å 1977 förfogade man där över 12 200 hyllmeter fördelade över två våningsplan, varav 85–90% utnyttjades.  År 1982 flyttades Klippanbeståndet – 15 000 hyllmeter – till en lokal vid Polstjärnegatan på Lindholmen på Hisingen, i ett hus som byggdes på 1950-talet av Broströmskoncernen. De gamla grannarna, Sjöfartsmuseet och Universitetsbiblioteket, följde med, men det sistnämnda flyttade ut 1996 och utrymmet övertogs av Landsarkivet. I början av 2011 utnyttjade Polstjärnan cirka 95% av sin totala kapacitet på drygt 68 000 hyllmeter fördelade på fyra våningar. Enligt Riksarkivets bedömning uppfyller inte Polstjärnan kvalitetskraven för förvaringsmiljön.
År 2009 tog man över en lokal vid Grönsaksgatan i Partihallarna, som tidigare nyttjats av Regionarkivet. Dit flyttade man de samlingar från den äldsta magasinsbyggnaden, A-huset, som efter flytten till Arkivgatan inte fick plats i Polstjärnan. År 2011 hade man tagit i anspråk 4 000 av de 5 000 hyllmeter som stod till buds. År 2018 kommer denna lokal att utrymmas och samlingarna att flyttas till lokaler vid Ruskvädersgatan på Hisingen.

## Landsarkivet 1983–1984

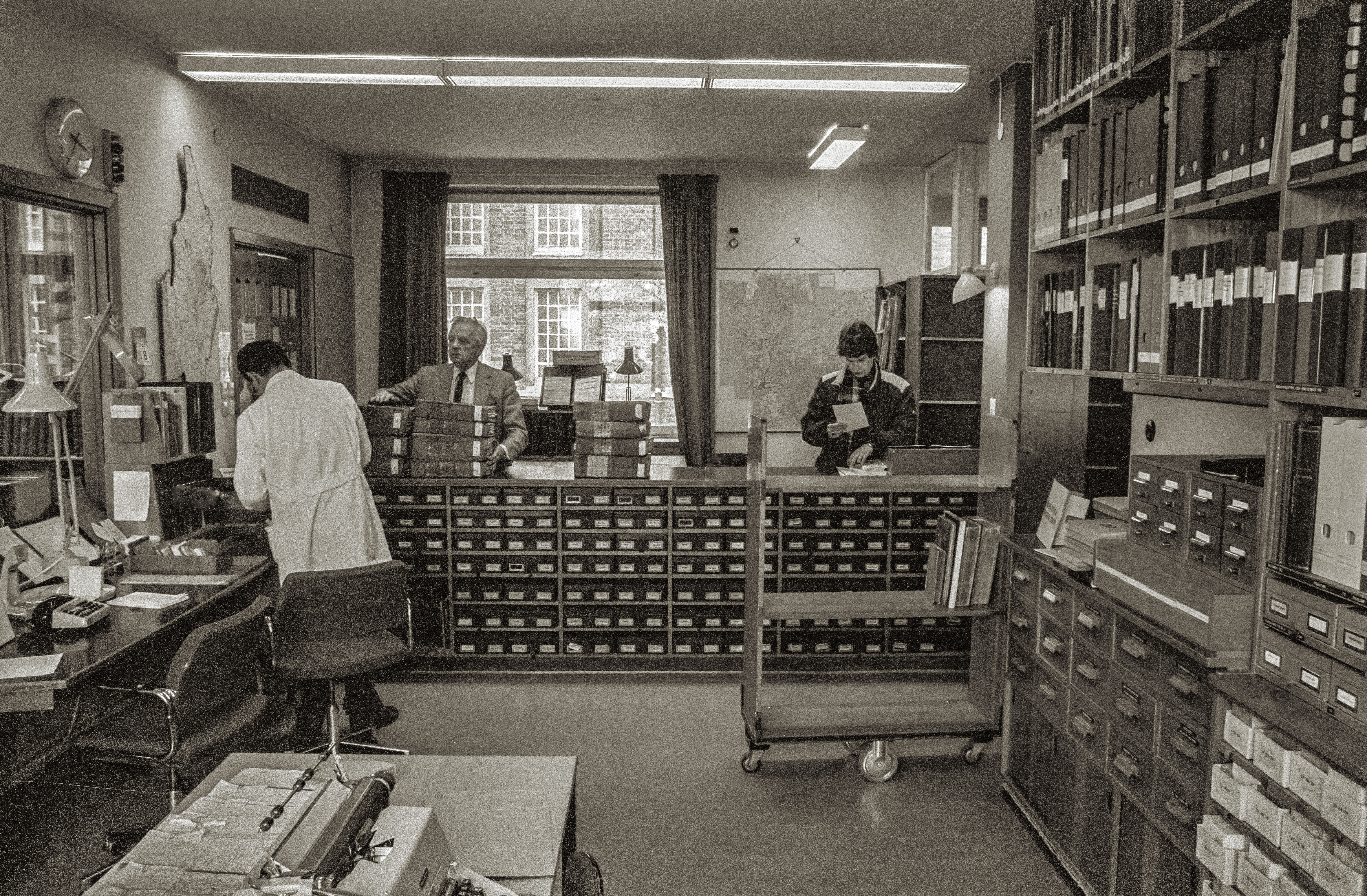
Forskarexpeditionen (1984).
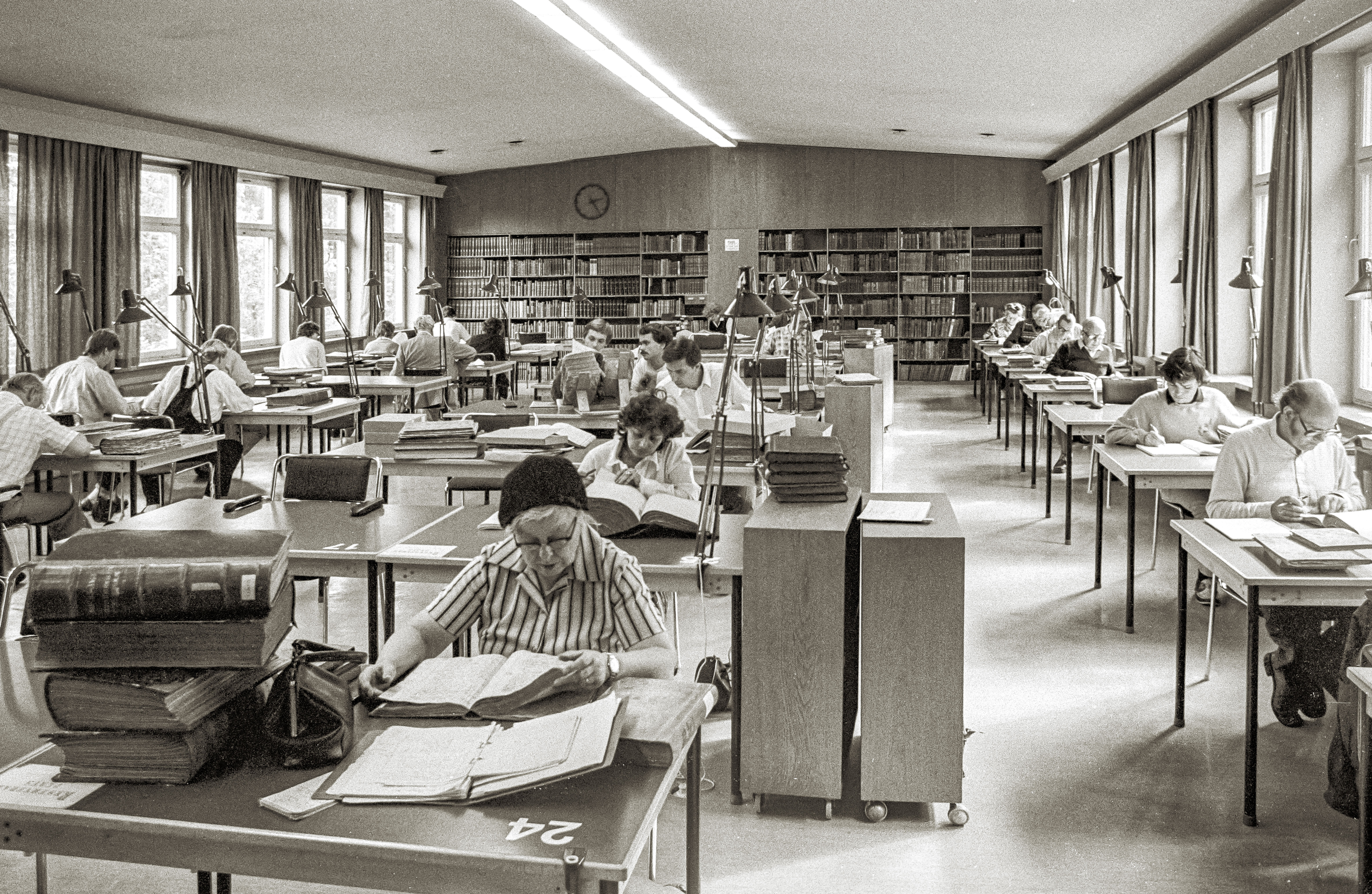
Forskarsalen (1983).
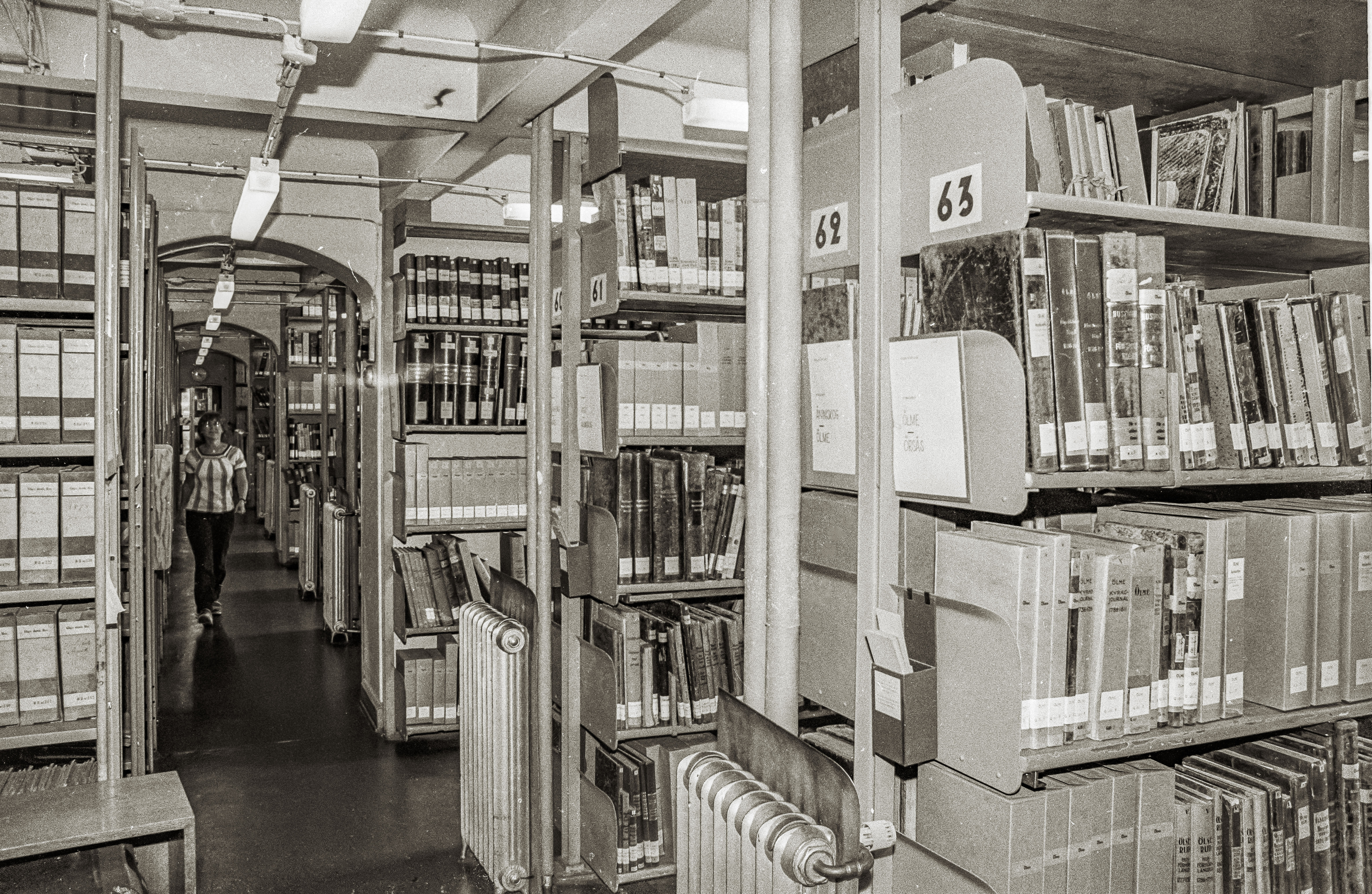
Äldre magasin (1983).
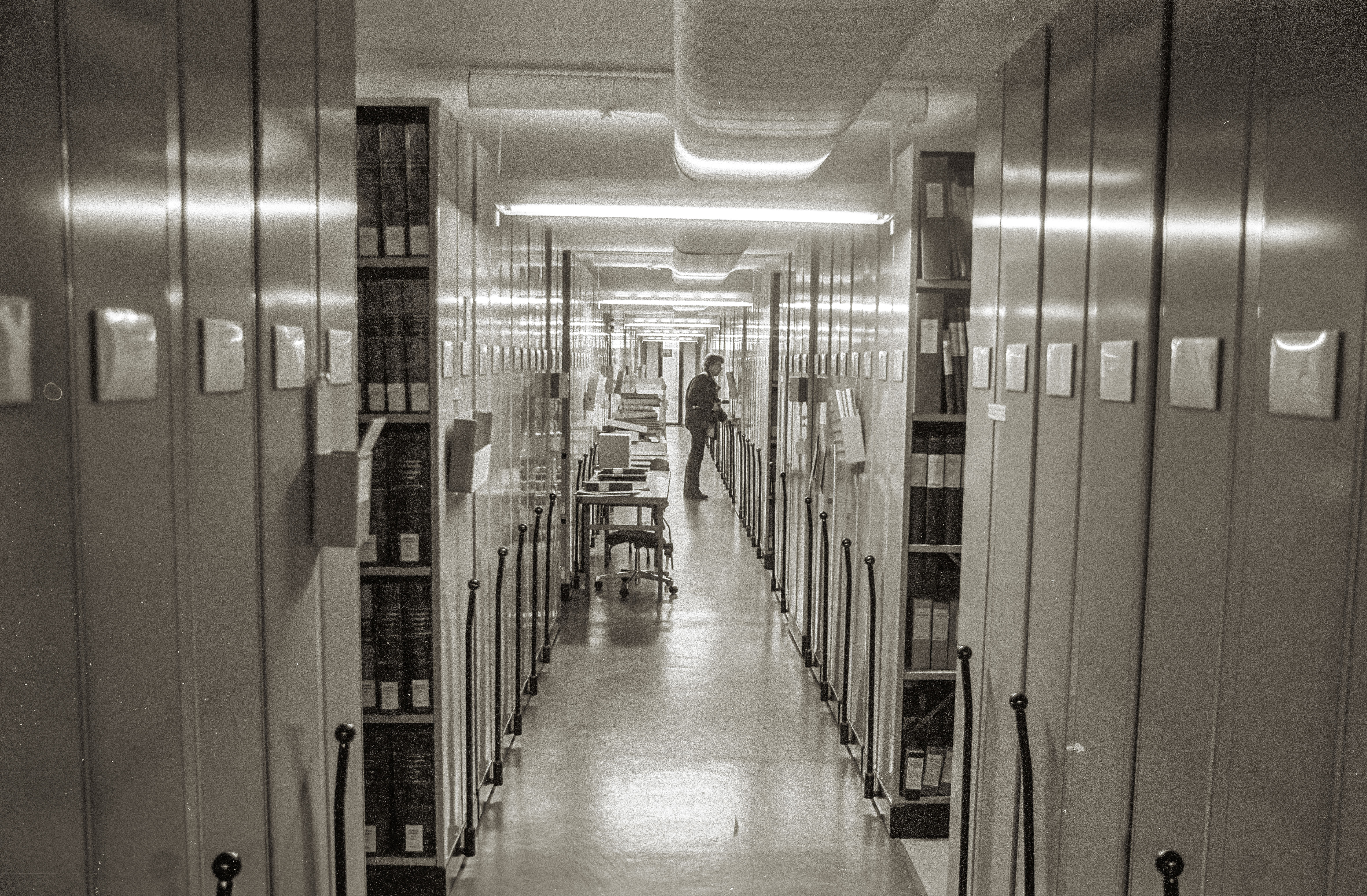
Modernt magasin (1984).